# پل وینکلر (بازیکن فوتبال)
پل وینکلر (انگلیسی: Paul Winkler; ۲۲ اوت ۱۹۱۳ – 1996) بازیکن فوتبال اهل آلمان بود.
از باشگاه‌هایی که در آن بازی کرده‌است می‌توان به باشگاه فوتبال شالکه ۰۴، باشگاه فوتبال بروسیا مونشن‌گلادباخ، و باشگاه فوتبال شوارتز-وایس اسن اشاره کرد.
وی همچنین در تیم ملی فوتبال آلمان بازی کرده‌است.